# Altopiano del Renon
L'altopiano del Renon (Ritten in tedesco) è un altopiano che si trova in provincia di Bolzano, costituendo il contrafforte sud-est delle Alpi Sarentine. Si trova a un'altitudine media variabile fra i 900 e i 1300 metri sul livello del mare ed è delimitato dal corso dei fiumi Isarco e Talvera, a nord è chiuso dal Corno del Renon. Degni di nota sono il lago di Costalovara e le piramidi di terra del Renon.
Sull'altopiano del Renon è presente la ferrovia del Renon che permette il collegamento tra i principali centri abitati. 
È raggiungibile da Bolzano con la Funivia del Renon.

## Storia
La foresta del Renon è attestata già nel 1080 in una notitia traditionis del convento bavarese di Ebersberg quale "forestis Ritanensis". Nell'urbario territoriale del conte Mainardo II di Tirolo-Gorizia è indicato come proprio distretto il "perch ze Ritten" (montagna del Renon).

## Centri abitati

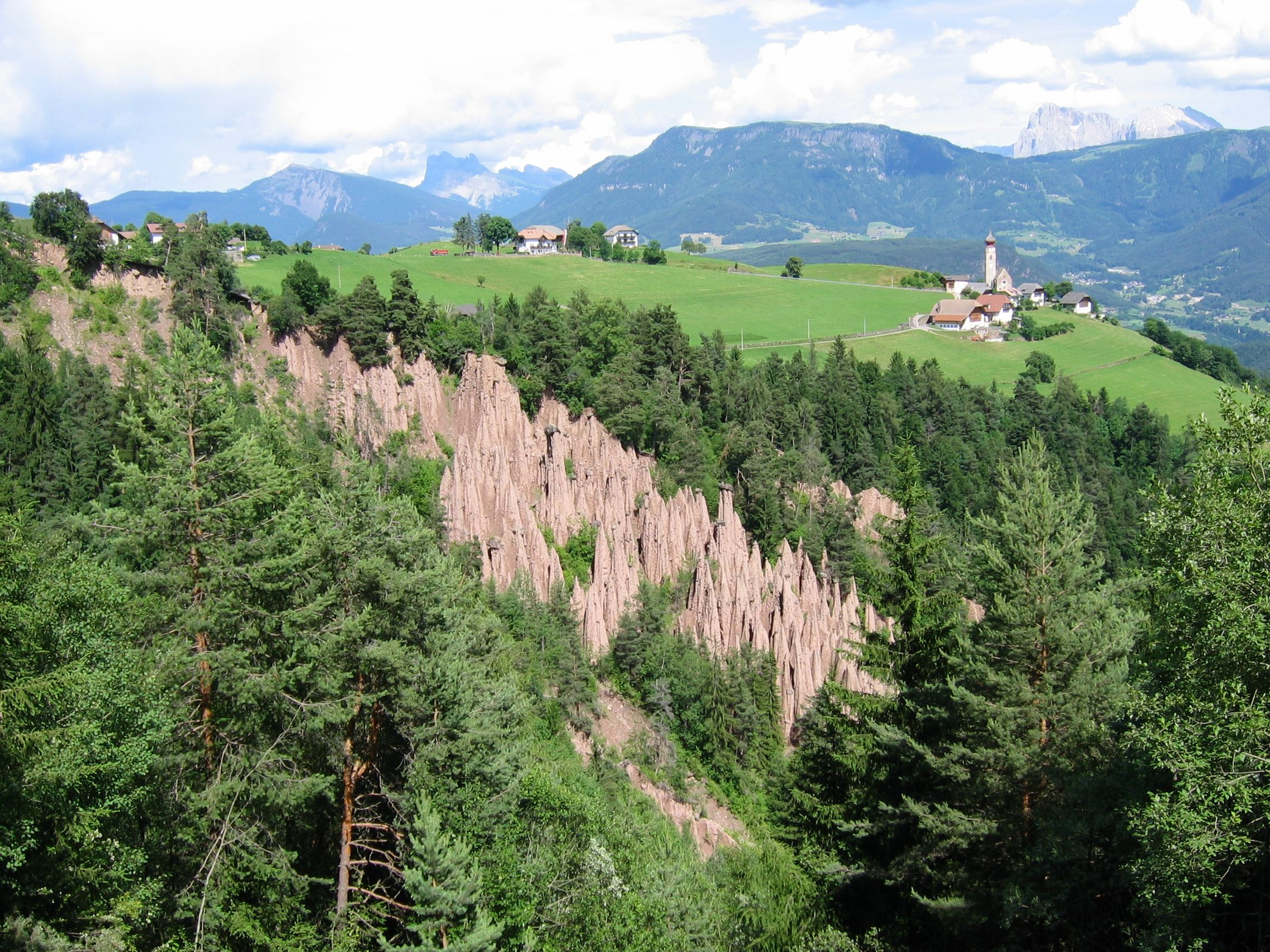
Piramidi di roccia del Renon

Sull'altopiano si trovano numerosi centri abitati, tra i principali si ricordano Collalbo, Soprabolzano, Auna di Sotto, Auna di Sopra, Vanga, Longostagno, Longomoso, Mittelberg, Campodazzo, Castel Novale, Costalovara, Signato, Stella Renon che vanno tutti a costituire il comune sparso di Renon.